# Liste der denkmalgeschützten Objekte in Horšovský Týn
Grundlage dieser Liste der denkmalgeschützten Objekte in Horšovský Týn ist die ÚSKP-Liste (Ústřední seznam kulturních památek České republiky, deutsch Zentrale Liste der Kulturdenkmäler der Tschechischen Republik), die von der tschechischen Denkmalschutzbehörde NPÚ (Národní památkový ústav, deutsch Nationale Denkmalbehörde) seit 1987 geführt wird und an die seit dem Jahr 1850 geschaffenen Listen anschließt.

## Denkmalgeschützte Objekte nach Ortsteilen

### Horšovský Týn– Stadtmitte
| Lage                                                                                | Objekt                  | Beschreibung                                   | ÚSKP-Nr.                  | Bild             |
| ----------------------------------------------------------------------------------- | ----------------------- | ---------------------------------------------- | ------------------------- | ---------------- |
| Horšovský Týn, Schlosspark (Standort)                                               | Stadtbefestigung        |                                                | 45932/4-4170 Info Katalog | Stadtbefestigung |
| Horšovský Týn, Platz der Republik, Ortsmitte (Standort)                             | Kirche Peter und Paul   |                                                | 24904/4-2345 Info Katalog | weitere Bilder   |
| Horšovský Týn, Platz der Republik, Ortsmitte (Standort)                             | Glockenturm             |                                                | 18215/4-4170 Info Katalog | Glockenturm      |
| Horšovský Týn, Platz der Republik, neben der Kirche (Standort)                      | Zwei Brunnen            |                                                | 14594/4-4170 Info Katalog | weitere Bilder   |
| Horšovský Týn, Platz der Republik 1, Ortsmitte (Standort)                           | Schloss                 |                                                | 18965/4-2075 Info Katalog | weitere Bilder   |
| Horšovský Týn, Platz der Republik 1, im Schlosshof (Standort)                       | Grenzstein              | mittelalterlicher Grenzstein                   | 38009/4-4019 Info Katalog | BW               |
| Horšovský Týn, Platz der Republik 2 (Standort)                                      | Wohnhaus                |                                                | 27562/4-2346 Info Katalog | Wohnhaus         |
| Horšovský Týn, Platz der Republik 3 (Standort)                                      | Pfarrhaus               | Kaplanswohnung                                 | 22414/4-2347 Info Katalog | Pfarrhaus        |
| Horšovský Týn, Platz der Republik 4 (Standort)                                      | Wohnhaus                |                                                | 35142/4-2348 Info Katalog | Wohnhaus         |
| Horšovský Týn, Platz der Republik 5 (Standort)                                      | Wohnhaus                |                                                | 23577/4-2349 Info Katalog | Wohnhaus         |
| Horšovský Týn, Platz der Republik 6 (Standort)                                      | Wohnhaus                |                                                | 17876/4-2350 Info Katalog | Wohnhaus         |
| Horšovský Týn, Platz der Republik 7 (Standort)                                      | Wohnhaus                | klassizistisches zum Schloss gehöriges Gebäude | 35887/4-4170 Info Katalog | Wohnhaus         |
| Horšovský Týn, Platz der Republik 9 (Standort)                                      | Wohnhaus                |                                                | 33890/4-4170 Info Katalog | Wohnhaus         |
| Horšovský Týn, Platz der Republik 10 (Standort)                                     | Wohnhaus                |                                                | 39966/4-2351 Info Katalog | Wohnhaus         |
| Horšovský Týn, Platz der Republik 51 (Standort)                                     | Wohnhaus                |                                                | 23169/4-2352 Info Katalog | Wohnhaus         |
| Horšovský Týn, Platz der Republik 52 (Standort)                                     | Rathaus                 |                                                | 30583/4-2353 Info Katalog | Rathaus          |
| Horšovský Týn, Platz der Republik 54 (Standort)                                     | Wohnhaus                |                                                | 35238/4-2373 Info Katalog | Wohnhaus         |
| Horšovský Týn, Platz der Republik 56 (Standort)                                     | Wohnhaus                | Wohnhaus zu den zwei Schlüsseln                | 19550/4-2355 Info Katalog | Wohnhaus         |
| Horšovský Týn, Platz der Republik 58 (Standort)                                     | Wohnhaus                |                                                | 28966/4-2357 Info Katalog | Wohnhaus         |
| Horšovský Týn, Platz der Republik 61 (Standort)                                     | Wohnhaus                |                                                | 46173/4-2358 Info Katalog | Wohnhaus         |
| Horšovský Týn, Platz der Republik 62 (Standort)                                     | Wohnhaus                |                                                | 31708/4-2359 Info Katalog | Wohnhaus         |
| Horšovský Týn, Platz der Republik 63 (Standort)                                     | Wohnhaus                |                                                | 24503/4-4170 Info Katalog | Wohnhaus         |
| Horšovský Týn, Platz der Republik 64 (Standort)                                     | Wohnhaus                |                                                | 14610/4-2374 Info Katalog | Wohnhaus         |
| Horšovský Týn, Platz der Republik 65 (Standort)                                     | Wohnhaus                |                                                | 34088/4-2360 Info Katalog | Wohnhaus         |
| Horšovský Týn, Platz der Republik 66 (Standort)                                     | Wohnhaus                |                                                | 21683/4-2360 Info Katalog | Wohnhaus         |
| Horšovský Týn, Platz der Republik 95 (Standort)                                     | Wohnhaus                |                                                | 38993/4-2363 Info Katalog | Wohnhaus         |
| Horšovský Týn, Platz der Republik 96 (Standort)                                     | Wohnhaus                |                                                | 18719/4-2364 Info Katalog | Wohnhaus         |
| Horšovský Týn, Platz der Republik 97 (Standort)                                     | Wohnhaus                |                                                | 42249/4-2365 Info Katalog | Wohnhaus         |
| Horšovský Týn, Platz der Republik 98 (Standort)                                     | Wohnhaus                |                                                | 15446/4-2375 Info Katalog | Wohnhaus         |
| Horšovský Týn, Platz der Republik 100 (Standort)                                    | Wohnhaus                |                                                | 30822/4-2366 Info Katalog | Wohnhaus         |
| Horšovský Týn, Platz der Republik 105 (Standort)                                    | Wohnhaus                | Doppelhaus                                     | 39307/4-2367 Info Katalog | Wohnhaus         |
| Horšovský Týn, Platz der Republik 107 (Standort)                                    | Wohnhaus                | Wirtschaftsgebäude                             | 47198/4-2368 Info Katalog | Wohnhaus         |
| Horšovský Týn, Straße 5. Mai 12 (Standort)                                          | Wohnhaus                |                                                | 35976/4-2369 Info Katalog | Wohnhaus         |
| Horšovský Týn, Straße 5. Mai 13 (Standort)                                          | Wohnhaus                |                                                | 19468/4-4170 Info Katalog | Wohnhaus         |
| Horšovský Týn, Straße 5. Mai 14 (Standort)                                          | Wohnhaus                |                                                | 45748/4-2370 Info Katalog | Wohnhaus         |
| Horšovský Týn, Straße 5. Mai 15 (Standort)                                          | Wohnhaus                |                                                | 29874/4-2371 Info Katalog | Wohnhaus         |
| Horšovský Týn, Straße 5. Mai 20 (Standort)                                          | Wohnhaus                |                                                | 15065/4-2376 Info Katalog | Wohnhaus         |
| Horšovský Týn, Straße 5. Mai 21 (Standort)                                          | Wohnhaus                |                                                | 33187/4-2377 Info Katalog | Wohnhaus         |
| Horšovský Týn, Straße 5. Mai 23 (Standort)                                          | Wohnhaus                |                                                | 18319/4-4170 Info Katalog | Wohnhaus         |
| Horšovský Týn, Straße 5. Mai 24 (Standort)                                          | Wohnhaus                |                                                | 45115/4-4170 Info Katalog | Wohnhaus         |
| Horšovský Týn, Straße 5. Mai 26 (Standort)                                          | Wohnhaus                |                                                | 15016/4-4170 Info Katalog | Wohnhaus         |
| Horšovský Týn, Lobkowicz-Straße 27 (Standort)                                       | Wohnhaus                |                                                | 26660/4-4170 Info Katalog | Wohnhaus         |
| Horšovský Týn, Lobkowicz-Straße 28 (Standort)                                       | Wohnhaus                |                                                | 29436/4-4170 Info Katalog | Wohnhaus         |
| Horšovský Týn, Lobkowicz-Straße 29 (Standort)                                       | Wohnhaus                |                                                | 39246/4-2380 Info Katalog | Wohnhaus         |
| Horšovský Týn, Lobkowicz-Straße 35 (Standort)                                       | Wohnhaus                |                                                | 22340/4-4170 Info Katalog | Wohnhaus         |
| Horšovský Týn, Lobkowicz-Straße 41 (Standort)                                       | Wohnhaus                |                                                | 27007/4-4170 Info Katalog | Wohnhaus         |
| Horšovský Týn, Lobkowicz-Straße 42 ()                                               | Wohnhaus                |                                                | 33720/4-4170 Info Katalog |                  |
| Horšovský Týn, Lobkowicz-Straße 43 ()                                               | Wohnhaus                |                                                | 37091/4-4170 Info Katalog |                  |
| Horšovský Týn, Lobkowicz-Straße 116 (Standort)                                      | Wohnhaus                |                                                | 26396/4-4170 Info Katalog | Wohnhaus         |
| Horšovský Týn, Straße Prokop der Kahle 33 (Standort)                                | Wohnhaus                |                                                | 31347/4-4170 Info Katalog | Wohnhaus         |
| Horšovský Týn, Straße Prokop der Kahle 34 (Standort)                                | Wohnhaus                |                                                | 27565/4-4170 Info Katalog | Wohnhaus         |
| Horšovský Týn, Straße Prokop der Kahle 57 (Standort)                                | Wohnhaus                |                                                | 45396/4-2356 Info Katalog | Wohnhaus         |
| Horšovský Týn, Plachého Straße 90 (Standort)                                        | Wohnhaus                |                                                | 37790/4-2385 Info Katalog | Wohnhaus         |
| Horšovský Týn, Jelení (Hirschstraße) 67 (Standort)                                  | Wohnhaus                |                                                | 21759/4-2361 Info Katalog | Wohnhaus         |
| Horšovský Týn, Jelení (Hirschstraße) 68 (Standort)                                  | Wohnhaus                |                                                | 32409/4-2381 Info Katalog | Wohnhaus         |
| Horšovský Týn, Jelení (Hirschstraße) 69 (Standort)                                  | Wohnhaus                |                                                | 35971/4-2382 Info Katalog | Wohnhaus         |
| Horšovský Týn, Jelení (Hirschstraße) 70 (Standort)                                  | Wohnhaus                |                                                | 44156/4-2383 Info Katalog | Wohnhaus         |
| Horšovský Týn, Jelení (Hirschstraße) 71 (Standort)                                  | Wohnhaus                |                                                | 44157/4-2384 Info Katalog | Wohnhaus         |
| Horšovský Týn, Jelení (Hirschstraße) 94 (Standort)                                  | Wohnhaus                |                                                | 36998/4-2362 Info Katalog | Wohnhaus         |
| Horšovský Týn, Zlatá 87 (Standort)                                                  | Wohnhaus                |                                                | 23787/4-2389 Info Katalog | Wohnhaus         |
| Horšovský Týn, Johann-Littrow-Straße, bei der Brücke über die Radbuza (Standort)    | Nepomuksäule            |                                                | 86871/4-4170 Info Katalog | weitere Bilder   |
| Horšovský Týn, Johann-Littrow-Straße, bei der Brücke über die Radbuza (Standort)    | Kreuz                   |                                                | 86871/4-4170 Info Katalog | weitere Bilder   |
| Horšovský Týn, im Hof hinter den Häusern der Straße 5. Mai Nr. 16 bis 21 (Standort) | mittelalterliche Mauern | Halte- und Trennwände des historischen Kerns   | 26877/4-4170 Info Katalog | BW               |

### Horšovský Týn– Pilsener Vorstadt (Nordosten)
| Lage | Objekt                      | Beschreibung | ÚSKP-Nr.                  | Bild           |
| --- | --------------------------- | ------------ | ------------------------- | -------------- |
| Horšovský Týn, Gorki-Straße 6 und 43 (Standort)                                                            | Ehemaliges Kapuzinerkloster |              | 25249/4-2080 Info Katalog | weitere Bilder |
| Horšovský Týn, Straße 5. Mai 1 (Standort)                                                                  | Wohnhaus                    |              | 24628/4-2390 Info Katalog | Wohnhaus       |
| Horšovský Týn, Straße 5. Mai 50 (Standort)                                                                 | Wohnhaus                    |              | 30493/4-4170 Info Katalog | Wohnhaus       |
| Horšovský Týn, Pilsenerstraße 18 (Standort)                                                                | Wohnhaus                    |              | 36640/4-2081 Info Katalog | Wohnhaus       |
| Horšovský Týn, nördliche Seite der Pilsenerstraße, gegenüber von Nr. 76, nordöstlicher Ortsrand (Standort) | Mariensäule                 |              | 33859/4-2084 Info Katalog | Mariensäule    |
| Horšovský Týn, an der Landstraße nach Borovice (Standort)                                                  | Marienkapelle               |              | 20065/4-2085 Info Katalog | Marienkapelle  |

### Horšovský Týn– Kleine Vorstadt (Nordwesten)
| Lage                                                   | Objekt                     | Beschreibung               | ÚSKP-Nr.                  | Bild                       |
| ------------------------------------------------------ | -------------------------- | -------------------------- | ------------------------- | -------------------------- |
| Horšovský Týn, Masaryk-Straße 133 im Garten (Standort) | Säule des heiligen Donatus | Säule des heiligen Donatus | 29918/4-2083 Info Katalog | Säule des heiligen Donatus |

### Horšovský Týn– Große Vorstadt (Süden)
| Lage                                                                                | Objekt                  | Beschreibung | ÚSKP-Nr.                  | Bild           |
| ----------------------------------------------------------------------------------- | ----------------------- | ------------ | ------------------------- | -------------- |
| Horšovský Týn, Hus-Platz (Standort)                                                 | Kirche St. Apollinaris  |              | 18705/4-2078 Info Katalog | weitere Bilder |
| Horšovský Týn, Weg von der Straße auf den Hügel südöstlich der Ortschaft (Standort) | Kreuzweg zur Annakirche |              | 27632/4-2082 Info Katalog | BW             |
| Horšovský Týn, auf dem Hügel südöstlich der Ortschaft (Standort)                    | Annakirche              | erbaut 1507  | 28613/4-2077 Info Katalog | weitere Bilder |

### Borovice
| Lage                           | Objekt        | Beschreibung | ÚSKP-Nr.                  | Bild          |
| ------------------------------ | ------------- | ------------ | ------------------------- | ------------- |
| Borovice, Dorfplatz (Standort) | Marienkapelle |              | 33415/4-2203 Info Katalog | Marienkapelle |

### Horšov
| Lage                                     | Objekt                                       | Beschreibung               | ÚSKP-Nr.                  | Bild           |
| ---------------------------------------- | -------------------------------------------- | -------------------------- | ------------------------- | -------------- |
| Horšov (Standort)                        | Landgut mit Meierhof und anderen Gebäuden    | Mittelalterlicher Wildpark | 103777 Info Katalog       | weitere Bilder |
| Horšov, südöstlich der Kirche (Standort) | Marterl                                      |                            | 10012/4-4984 Info Katalog | Marterl        |
| Horšov 5 (Standort)                      | Archäologische Spuren einer Wasserfeste      |                            | 18689/4-2087 Info Katalog | weitere Bilder |
| Horšov (Standort)                        | Kirche Allerheiligen, Umgebungsmauer mit Tor |                            | 26979/4-2086 Info Katalog | weitere Bilder |

### Podražnice
| Lage                                                       | Objekt                | Beschreibung                                   | ÚSKP-Nr.                  | Bild |
| ---------------------------------------------------------- | --------------------- | ---------------------------------------------- | ------------------------- | ---- |
| Podražnice, Felssporn nordöstlich, nahe dem Ort (Standort) | Burgstätte im Schloss | Höhenfestung, im Schloss archäologische Spuren | 20160/4-4034 Info Katalog | BW   |

### Semošice
| Lage                           | Objekt    | Beschreibung | ÚSKP-Nr.                  | Bild |
| ------------------------------ | --------- | ------------ | ------------------------- | ---- |
| Semošice 24 (Standort)         | Bauernhof |              | 21700/4-2130 Info Katalog | BW   |
| Semošice, Dorfplatz (Standort) | Kapelle   |              | 10365/4-4875 Info Katalog | BW   |

### Tasnovice
| Lage                                                                                        | Objekt                                                      | Beschreibung | ÚSKP-Nr.                  | Bild           |
| ------------------------------------------------------------------------------------------- | ----------------------------------------------------------- | ------------ | ------------------------- | -------------- |
| Tasnovice, südöstlicher Ortsrand, am Südufer des ersten Weihers neben der Straße (Standort) | Feste                                                       |              | 32683/4-4167 Info Katalog | weitere Bilder |
| westlich von Tasnovice, auf dem Hügel Richtung Štítary (Standort)                           | Laurentiuskirche und archäologische Spuren einer Burgstätte |              | 36297/4-2232 Info Katalog | weitere Bilder |
| Tasnovice, an der Landstraße nach Běla (Standort)                                           | Marterl                                                     |              | 51742/4-5300 Info Katalog | BW             |